# سيزار موريلو
سيزار موريلو (بالإنجليزية: Cesar Murillo)‏ هو لاعب كرة قدم أمريكي في مركز الدفاع، ولد في 16 فبراير 1996 في إل باسو في الولايات المتحدة. لعب مع نادي نورث تكساس.

## وصلات خارجية
- سيزار موريلو على موقع قاعدة بيانات كرة القدم.إي يو (الإنجليزية)
- سيزار موريلو على موقع Soccerway.com (الإنجليزية)